# Марк Осборн (режисер)
Марк Осборн (англ. Mark Osborne, 17 вересня 1970, Трентон) — американський режисер. За свою короткометражну анімацію More (1998) номінувався на «Оскар». Є братом телеведучого та режисера Кента Осборна.